# باري (الصومال)
باري محافظة صومالية وهي أكبر إقليم في الصومال يقع في خليج عدن.